# 仙道人士著作列表

仙道人士係指有關仙道修煉的人士，包括內丹術及外丹術的研究修煉，道教內泛稱為道士。修煉內丹術者，稱為內丹家。丹鼎派為道教的道派之一，依修煉派別區分為北派、南派、東派、西派、中派五大學派，各學派皆有代表人物與著述，依朝代順序整理姓名（道號）如表：

## 仙道人士著作列表
- 甘忠可：著《天官曆包元太平經》，為通稱《太平經》之一。
- 于吉：編著《太平清領書》，為通稱《太平經》之二。
- 張陵（張道陵）：著《太平洞極經》，為通稱《太平經》之三。
- 魏伯陽：著《周易參同契》，又名《參同契》，被稱為「萬古丹經王」。
- 鍾離權：著《還丹歌》、《破迷正道歌》。
- 葛玄：著《太上老君說常清靜經》，又名《清靜經》、《常清靜經》。三國時期葛玄受之於東華帝君所錄。
- 葛洪：著《抱朴子》、《夢林玄解》、《神仙傳》和《肘後救卒方》等。
- 魏華存：著《黃庭經》，包括《黃庭內景玉經》及《黃庭外景玉經》。《黃庭內景玉經》，又名《太上琴心文》、《大帝金書》、《東華玉篇》。另有《黃庭中景玉經》未列入《黃庭經》內。
- 陶弘景：著《真誥》、《真靈位業圖》、《養性延命錄[1]》等。
- 崔希范:著《入藥鏡》。
- 司馬承禎：著《坐忘論》、《天隱子》、《服氣精義論》。
- 李筌：著《閫外春秋》、《中台志》、《太白陰經》、《青囊括》、《孫子》注、《驪山母傳陰符玄義》、《六壬大玉賬歌》、《黃帝陰符經集注》。
- 呂喦（呂洞賓）：著《指玄篇》、《九真玉書》、《直指大丹歌》、《百字銘》。
- 張果（張果老）：著《太上九要心印妙經》、《張果先生服氣法》、《金虎白龍詩》、《道體論序》、《太上九要心印妙經序》、《玉洞大神丹砂真要訣》、《道體論》、《三元論旨·道宗章》。
- 施肩吾：著《鍾呂傳道集》、《養生辨疑訣》、《真仙傳道集》、《太白經》、《西山群仙會真記》、《華陽真人秘訣》、《黃帝陰符經解》、《西山集》。
- 譚峭：著《譚子化書》。
- 沈汾：著《續仙傳》。
- 陳摶（陳希夷）：著《無極圖》、《太極圖》、《陰真君還丹歌注》。
- 張無夢：著《還元集》、《瓊台詩集》。
- 陳景元：著《上清大洞真經玉訣音義》、《西升經集注》、《道德真經藏室纂微篇》、《南華真經章句音義》、《元始天尊度人上品妙經》集注、《碧虛子親傳直指》。
- 張伯端：著《悟真篇》、《玉清金笥青華秘文金寶內煉丹訣》、《青華秘文》、《金丹四百字》。
- 石泰：著《還源篇》。
- 薛式（薛道光）：著《悟真篇注》、《還丹復命篇》、《丹髓歌》。
- 陳楠：著《翠虛篇》。
- 張君房：編著《雲笈七籤》。
- 王重陽：著《重陽立教十五論》、《重陽教化集》、《分梨十化集》、《太乙金華宗旨》、傳道詩詞千餘首。
- 孫不二：著《不二元君法語》。
- 曹文逸：著《贈羅浮道士鄒葆光歌》、《靈源大道歌》。
- 林靈素：著《歸正議》。
- 王文卿：著《沖虛通妙侍宸王先生家語》、《王侍宸祈禱八段綿》、《玄珠歌》、《上清五府五雷大法玉樞靈文》、《先天雷晶隱書》、《侍宸詩訣》、《上清雷霆火車五雷大法》、《中皇總制飛星活曜天罡大法》、《高上神霄玉樞斬勘五雷大法》、《雷說》。
- 曾慥：編《道樞》。
- 白玉蟾：著《玉隆集》、《上清集》、《武夷集》、《道德經章句注》。
- 李道純：著《太上升玄消災護命經注》、《太上大通經注》、《全真集玄秘要》、《道德會元》、《中和集》、《三天易髓》。
- 劉處玄：著《仙樂集》、《黃庭內景玉經註》《黃帝陰符經註》《無為清靜長生真人至真語錄》。
- 郝大通：著《三教入易論》、《示教直言》、《心經解》、《救苦經解》、《周易參同契釋義》、《太古集》。
- 彭鶴林：著《道閫元樞歌》、《鶴林賦》、《鶴林法語》。
- 伍守陽：著《天仙正理》、《仙佛合宗》。
- 陸西星：著《方壺外史》、《南華副墨》、《道緣匯錄》、《賓翁自記》、《封神演義》。
- 張三丰：著《無根樹》、《大道論》、《玄機直講》、《玄要篇》。
- 陳致虛：著《金丹大要》。
- 趙道一：修撰《歷世真仙體道通鑒》，簡稱《仙鑒》。
- 鶴臞子：輯《唱道真言》，書述由青華老人所傳。
- 柳華陽：著《金仙正論》、《慧命經》。
- 劉一明：著《易理闡微》、《孔易闡真》、《神室八法》、《西遊原旨》、《會心集》、《陰符經注》、《悟真直指》、《修真九要》、《通關文》。
- 李明徹：著《寰天圖說》、《圜天圖說續編》、《道德經注》、《黃庭經注》、《證道書》、《修真詩歌》。
- 閔一得：著《金蓋心燈》、《道藏續編》、《古書隱樓藏書》、《還源編闡微》、《大梵先天梵音鬥法》。
- 黃裳 (清朝)（黃元吉）：著述《道德經講義》、《樂育堂語錄》、《道門語要》。
- 李西月（李涵虛）：著《太上十三經注釋》、《道竅談》、《三車秘旨》、《九層煉心》。
- 陳攖寧：著《黃庭經講義》、《孫不二女丹詩注》、《靈源大道歌白話註解》、《最上一乘性命雙修廿四首丹訣串述》、《論性命》、《神經衰弱靜功療養法》、《靜功總說》、《道教知識彙編》、《中國道教史提綱》。
- 鄧豐洲：著《鄧善陽內丹學札記詩集》、《道門語要增注本》、《黃庭經暨講義標注本》、《道德經‧清靜經‧文始真經標注本》、《天仙正理直論增註標注本》、《仙佛合宗標注本》、《金仙正論標注本》、《慧命經標注本》、《參同契經文直指標注本》、《道竅談‧三車秘旨標注本》、《仙道築基法訣》。

## 参看
- 北派
- 南派
- 中派
- 東派
- 西派
- 文始派

## 內部連接
- 仙道
- 内丹
- 外丹

## 註腳及參考
1. ↑  參見 《道藏》、《雲笈七籤》卷三十二 雜修攝部一